# Porcellana dentale
La porcellana è il materiale più utilizzato in odontoiatria, soprattutto grazie al fatto che fornisce un'estetica eccellente, non ottenibile da nessun altro materiale.

## Composizione
Le porcellane per il settore dentale sono composte da feldspati (Alluminosilicati di potassio, sodio, calcio e bario che cristallizzano sia nel sistema monoclino che nel triclino) per il 65% circa, da quarzo per il 25% circa, da ossidi di boro per il 7% circa e infine da altri ossidi in pochi punti percentuale. Una caratteristica importante della porcellana per il settore dentale, che la differenzia dalla porcellana domestica, è l'assenza di caolino: un tempo veniva aggiunto prima della cottura per aumentare la lavorabilità del materiale, ma rende il prodotto finale più opaco, effetto deleterio per un buon risultato estetico. La porcellana priva di caolino può essere considerata come un vetro con inclusioni cristalline di silice (quarzo).

## Caratteristiche
Le principali caratteristiche delle porcellane per il settore dentale sono:
- elevata stabilità chimica
- risultato estetico eccellente
- longevità
- conducibilità termica e coefficiente di espansione termica molto simili a quelli dello smalto
- buona resistenza a compressione
- bassa resistenza a trazione
- fragilità
- alta durezza
- sensibilità estrema alla presenza di cricche

## Capsule e ponti

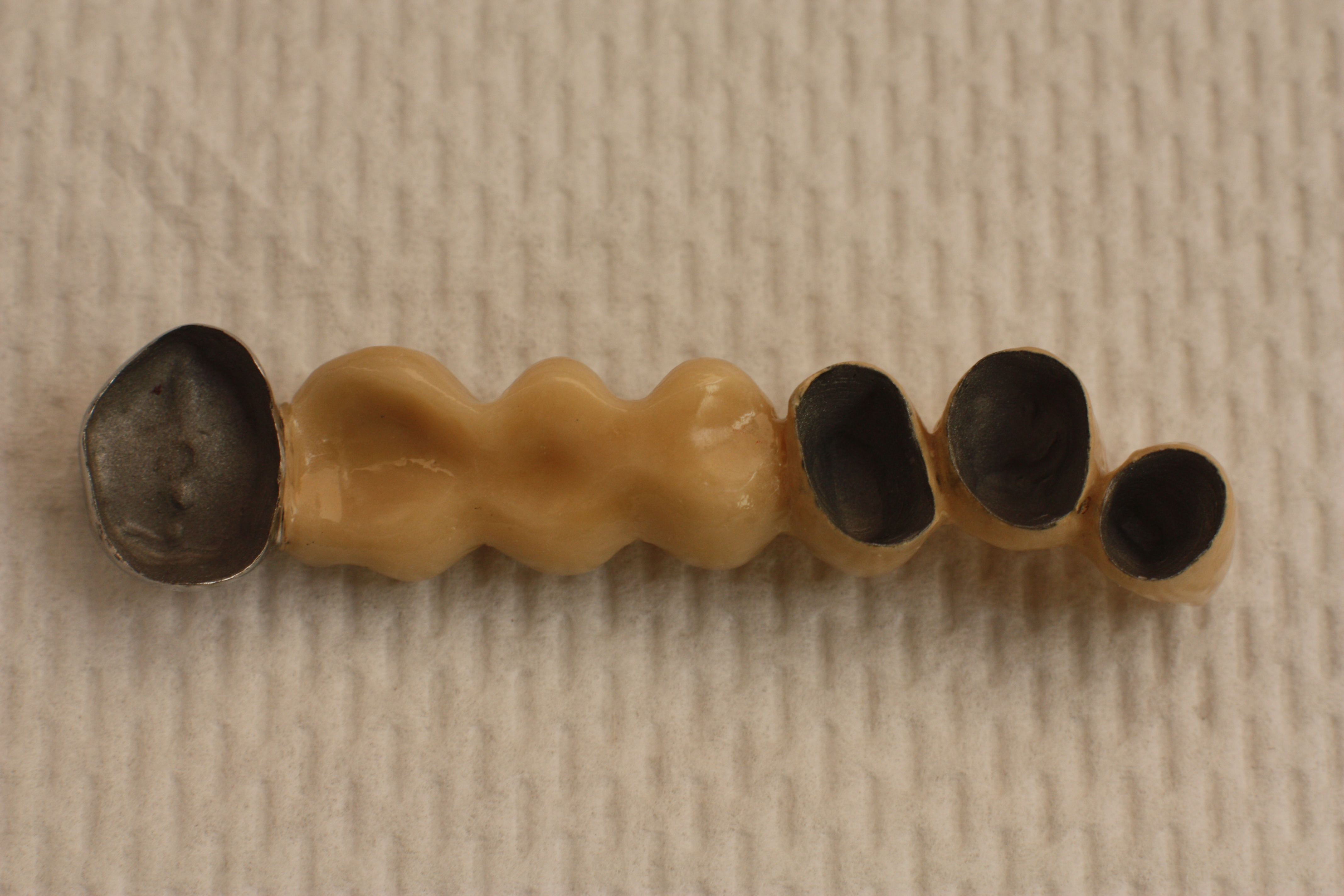
ponte dentale

Le capsule sono corone protesiche (sostanzialmente simili a gusci) che ricoprono un dente troppo debole (ad esempio a causa di carie o fratture), che altrimenti rischierebbe di fratturarsi durante la masticazione.
Un ponte dentale è sempre un tipo di protesi dentaria fissa, come le capsule, che però serve a sostituire dei denti mancanti. Il ponte è costituito da più capsule: alcune rimpiazzano i denti mancanti, le più esterne invece vengono cementate su due denti.

## Costruzione della capsula
La realizzazione di una capsula avviene in 3 fasi:
- COMPATTAZIONE

La polvere di porcellana è mescolata con acqua fino ad ottenere una colla. Con questa colla si ricopre il dado metallico su cui era stato precedentemente fatto aderire un sottile foglio di platino in modo da separare il dado dalla porcellana (il dado serve solo come base e per riprodurre la forma del dente). Per la precisione sul dado vengono applicati degli strati di colla diversi tra loro, in modo da ottenere un risultato estetico ottimale, che non sarebbe garantito con l'applicazione di un singolo strato. In genere gli strati applicati sono 3 e sono, in ordine dal più interno al più esterno, di una tonalità opaca, di una tonalità simile alla dentina e infine della tonalità dello smalto. Infine si compattano le polveri in modo da eliminare la maggior quantità possibile di acqua e massimizzare la densità, affinché il ritiro durante la cottura sia minimo. La capsula alla fine di questo primo stadio è nella forma di green o verde.
- COTTURA

La capsula viene riscaldata lentamente e gradualmente durante l'ingresso nel forno in modo che l'acqua ancora presente venga eliminata prima di diventare vapore e in modo che i gas eventualmente presenti possano diffondere; infatti il vapore e, più in generale, qualunque gas presente nel materiale prima della cottura possono provocare la rottura della capsula durante la cottura. Nel forno la capsula sinterizza in fase liquida, ovvero si forma del vetro fuso che fluisce tra le particelle di porcellana riempiendo i vuoti, tuttavia il materiale presenterà comunque una porosità residua. In questa fase si ha una contrazione di volume anche del 20-30%.
- SMALTATURA

La superficie della capsula viene smaltata in modo da ottenere una superficie lucida, regolare e impermeabile. Con l'operazione di smaltatura si rimedia alla porosità residua che è rischiosa perché facilita la colonizzazione da parte dei batteri, l'ingresso di liquidi orali e l'accumulo di placca.

## Criticità
| Criticità                                                               | Soluzioni | |
| ----------------------------------------------------------------------- | --- | --- |
| pessima resistenza a trazione e fragilità                               | utilizzo di una struttura in lega metallica come supporto che possa permettere una precompressione della ceramica | |
| pessima resistenza a trazione e fragilità                               | presenza di gas prima della cottura                                                                               | aumento di temperatura lento e graduale durante l'inserimento in forno per consentire la diffusione dei gas e la fuoriuscita dell'acqua |
| pessima resistenza a trazione e fragilità                               | ritiro di volume in fase di essiccazione                                                                          | aggiunta di filler a grana grossa |
| indurimento in fase d'essiccazione (con conseguente minor lavorabilità) | aggiunta di sabbia                                                                                                | |
| perdita della forma in fase di cottura                                  | inserimento di potassa (KO) e soda (NaO) in proporzione adeguata                                                  | |

## Protesi dentali in metallo e ceramica
Come già detto a proposito delle criticità della porcellana, una soluzione per sopperire alla scarsa resistenza a trazione e fragilità di questo materiale ceramico è quella di utilizzare una struttura di supporto in lega metallica. Questa soluzione ha il pregio di essere estremamente longeva, tuttavia richiede un procedimento lungo e laborioso. Le leghe utilizzabili sono quelle ad alto punto di fusione, stelliti e leghe ad alto contenuto di palladio.
La realizzazione inizia con la modellazione in cera e la fusione a cera persa della struttura metallica, che verrà rifinita inizialmente con il trapano e successivamente con speciali frese non inquinanti, in modo da ridurre eventuali spessori anomali e a migliorare la precisione anatomica.
La struttura metallica verrà poi sabbiata (con ossido d'alluminio), detersa (mediante bollitura o vaporizzazione), asciugata: in questo modo è pronta per l'ossidazione. 
Lo strato di ossido è necessario affinché vi sia adesione fra metallo e ceramica e viene generato sottoponendo la struttura metallica ad un ciclo termico senza creare il vuoto nella camera di cottura.
Una volta ossidato il metallo, si prepara l'opaco miscelando polveri ceramiche con acqua distillata, ne vengono applicate solitamente due o tre mani e tra un'applicazione e la successiva il pezzo è condensato (particolare procedimento con cui il pezzo è sottoposto a vibrazioni) e cotto sotto vuoto.
Una volta terminata la cottura dell'opaco, si passa alla stratificazione: tre diverse masse (colletto, dentina e smalto) sono fornite sotto forma di polveri come l'opaco, sono anch'esse miscelate con acqua, applicate sullo strato di opaco e cotte generalmente in un'unica soluzione, diversamente da quanto fatto per gli strati di opaco.
A questo punto il manufatto è inviato al clinico che ne verificherà il rispetto di requisiti funzionali ed estetici, dopodiché il dispositivo può tornare in laboratorio dove è sottoposto ad eventuali cotture di correzione e, qualora necessario, a lucidatura.